# Orbea valida
Orbea valida är en oleanderväxtart. Orbea valida ingår i släktet Orbea och familjen oleanderväxter.

## Underarter
Arten delas in i följande underarter:
- O. v. occidentalis
- O. v. valida